# إليوت نوغينت
إليوت نوغينت (بالإنجليزية: Elliott Nugent)‏ هو كاتب سيناريو ومخرج وممثل أمريكي، ولد في 20 سبتمبر 1896 في الولايات المتحدة، وتوفي في 9 أغسطس 1980 بنيويورك في الولايات المتحدة بسبب مرض.

## وصلات خارجية
- إليوت نوغينت على موقع IMDb (الإنجليزية)
- إليوت نوغينت على موقع الموسوعة البريطانية (الإنجليزية)
- إليوت نوغينت على موقع ألو سيني (الفرنسية)
- إليوت نوغينت على موقع تيرنر كلاسيك موفيز (الإنجليزية)
- إليوت نوغينت على موقع أول موفي (الإنجليزية)
- إليوت نوغينت على موقع قاعدة بيانات برودواي على الإنترنت (الإنجليزية)
- إليوت نوغينت على موقع قاعدة بيانات الأفلام السويدية (السويدية)
- إليوت نوغينت على موقع إن إن دي بي (الإنجليزية)
- إليوت نوغينت على موقع قاعدة بيانات الفيلم (الإنجليزية)
- إليوت نوغينت على موقع كينوبويسك (الروسية)